# Žiželice (kraj ustecki)
Žiželice – miejscowość i gmina (obec) w Czechach, w kraju usteckim, w powiecie Louny. W 2022 roku liczyła 411 mieszkańców.